# Fussballclub Köniz 2019-2020
Questa voce raccoglie le informazioni riguardanti il Fussballclub Köniz nelle competizioni ufficiali della stagione 2019-2020.

## Stagione
Nella stagione 2019-2020 il Köniz, allenato da Silvan Rudolf, concluse il campionato di Promotion League all'11º posto.

## Rosa
| N. |                               | Ruolo | Calciatore             |
| -- | ----------------------------- | ----- | ---------------------- |
| 1  | Svizzera (bandiera)           | P     | Joschua Neuenschwander |
| 2  | Svizzera (bandiera)           | D     | Marco Stauffiger       |
| 3  | Svizzera (bandiera)           | D     | Imanol Carrasco        |
| 4  | Croazia (bandiera)            | D     | Ivan Harambasic        |
| 6  | Svizzera (bandiera)           | D     | Cyril Rizzo            |
| 7  | Svizzera (bandiera)           | C     | Dennis Wyder           |
| 8  | Svizzera (bandiera)           | C     | Samir Naïli            |
| 9  | Svizzera (bandiera)           | A     | Mylord Kasaï           |
| 10 | Svizzera (bandiera)           | A     | Luther-King Adjei      |
| 10 | Macedonia del Nord (bandiera) | A     | Ylber Mejdi            |
| 11 | Svizzera (bandiera)           | C     | Igor Andrejevic        |
| 12 | Svizzera (bandiera)           | A     | Alix Bahlouli          |
| 15 | Svizzera (bandiera)           | A     | Hamdi Arfaoui          |
| 16 | Portogallo (bandiera)         | C     | Samuel Taveira         |
| 21 | Svizzera (bandiera)           | C     | Laurant Sadiki         |
| 22 | Svizzera (bandiera)           | C     | Julien Bühler          |

| N. |                      | Ruolo | Calciatore         |
| -- | -------------------- | ----- | ------------------ |
| 23 | Svizzera (bandiera)  | P     | Giacomo Savioni    |
| 24 | Argentina (bandiera) | D     | Miguel Portillo    |
| 27 | Svizzera (bandiera)  | C     | Lorin Wyss         |
| 28 | Svizzera (bandiera)  | C     | Fabian Gerber      |
| 33 | Svizzera (bandiera)  | C     | Robin Wildhaber    |
| 34 | Svizzera (bandiera)  | C     | Drin Budakova      |
| 36 | Albania (bandiera)   | A     | Fabian Lokaj       |
| 43 | Svizzera (bandiera)  | C     | Michael Müller     |
| 72 | Svizzera (bandiera)  | D     | Colin Trachsel     |
| 87 | Svizzera (bandiera)  | D     | Raffael Sablatnig  |
| 98 | Kosovo (bandiera)    | C     | Betim Dalipi       |
|    | Svizzera (bandiera)  | D     | Elbasan Dzeljadini |
|    | Svizzera (bandiera)  | D     | Stefan Jovanovic   |
|    | Svizzera (bandiera)  | D     | Dalibor Zunic      |
|    | Svizzera (bandiera)  | C     | Arxhend Cani       |

## Organigramma societario
Area tecnica
- Allenatore: Silvan Rudolf
- Allenatore in seconda:
- Preparatore dei portieri:
- Preparatori atletici:

## Calciomercato

### Sessione estiva
| Acquisti | Acquisti | Acquisti | Acquisti |
| R.       | Nome     | da       | Modalità |
| -------- | -------- | -------- | -------- |

| Cessioni | Cessioni | Cessioni | Cessioni |
| R.       | Nome     | a        | Modalità |
| -------- | -------- | -------- | -------- |

### Sessione invernale
| Acquisti | Acquisti | Acquisti | Acquisti |
| R.       | Nome     | da       | Modalità |
| -------- | -------- | -------- | -------- |

| Cessioni | Cessioni | Cessioni | Cessioni |
| R.       | Nome     | a        | Modalità |
| -------- | -------- | -------- | -------- |

## Risultati

### Promotion League
| Arbitro: | Rothenfluh |

|                         |           |  |
| Budakova 15’ Gerber 70’ | Marcatori |  |

| Arbitro: | Huwiler |

|  |           |                                         |
|  | Marcatori | 2’ Magnetti 16’ Melazzi 65’ Facchinetti |

| Arbitro: | Ghisletta |

|                                    |           |                      |
| Melo 1’ Sablatnig 41’ Budakova 62’ | Marcatori | 34’ Qarri 90’ Nsiala |

| Arbitro: | Odiet |

|                                                                  |           |  |
| Fargues 5’ Ciarrocchi 31’ Morelli 60’ Aravidīs 74’ De Pierro 77’ | Marcatori |  |

| Arbitro: | Grundbacher |

|                     |           |            |
| Gerber 7’ Kasaï 40’ | Marcatori | 43’ Batata |

| Arbitro: | Thies |

|           |           |  |
| Kasaï 28’ | Marcatori |  |

| Arbitro: | Rosset |

|                                                 |           |                               |
| Sulejmani 4’ (rig.) Kissling 56’, 78’ Koide 90’ | Marcatori | 72’ Andrejevic 83’ Stauffiger |

| Arbitro: | Thies |

|  |           |             |
|  | Marcatori | 23’ Villano |

| Arbitro: | Borra |

|                                     |           |            |
| Avdukic 19’ Dreier 39’ Kastrati 81’ | Marcatori | 22’ Bühler |

| Arbitro: | Carrard |

|                |           |                                  |
| Harambasic 45’ | Marcatori | 4’, 52’, 75’ Hamidi 64’ Kllokoqi |

| Arbitro: | Dégallier |

|                                      |           |                             |
| Boussaha 40’ Correia 44’ Mettler 82’ | Marcatori | 22’, 22’ Budakova 66’ Kasaï |

| Arbitro: | Staubli |

|                     |           |           |
| Wyder 29’ Kasaï 90’ | Marcatori | 8’ Gasser |

| Arbitro: | Huwiler |

|             |           |                                 |
| Alvarez 21’ | Marcatori | 40’ Arfaoui 71’ Mejdi 87’ Wyder |

| Arbitro: | Hürlimann |

|  |           |                            |
|  | Marcatori | 51’ Abegglen 65’, 67’ Anic |

| Arbitro: | Huwiler |

|                     |           |           |
| Tushi 22’ Ejupi 75’ | Marcatori | 55’ Kasaï |

| Cham 10 novembre 2019, ore 14:30 CET 16ª giornata | Cham      | 0 – 0 referto | Köniz | Stadio Eizmoos (350 spett.)\| Arbitro: \| Ghisletta \| |
| Arbitro:                                          | Ghisletta |               |       |                                                        |

| Arbitro: | Odiet |

|                                                                      |           |                           |
| Cortelezzi 14’ (rig.) Magnetti 20’, 27’, 47’, 68’ (rig.) Melazzi 54’ | Marcatori | 25’ Harambasic 90’ Bühler |

| 1º marzo 2020, ore CET 18ª giornata | Stade Nyonnais | – non disputata | Biaschesi |  |

| 7 marzo 2020, ore CET 19ª giornata | Biaschesi | – non disputata | Yverdon |  |

| 14 marzo 2020, ore CET 20ª giornata | Sion II | – non disputata | Biaschesi |  |

| 21 marzo 2020, ore CET 21ª giornata | Black Stars Basilea | – non disputata | Biaschesi |  |

| 28 marzo 2020, ore CET 22ª giornata | Biaschesi | – non disputata | Zurigo II |  |

| 5 aprile 2020, ore CEST 23ª giornata | YF Juventus | – non disputata | Biaschesi |  |

| 11 aprile 2020, ore CEST 24ª giornata | Biaschesi | – non disputata | Breitenrain |  |

| 18 aprile 2020, ore CEST 25ª giornata | Rapperswil-Jona | – non disputata | Biaschesi |  |

| 25 aprile 2020, ore CEST 26ª giornata | Biaschesi | – non disputata | Étoile Carouge |  |

| 3 maggio 2020, ore CEST 27ª giornata | Münsingen | – non disputata | Biaschesi |  |

| 9 maggio 2020, ore CEST 28ª giornata | Biaschesi | – non disputata | Bavois |  |

| 16 maggio 2020, ore CEST 29ª giornata | Brühl | – non disputata | Biaschesi |  |

| 23 maggio 2020, ore CEST 30ª giornata | Biaschesi | – non disputata | Basilea II |  |

## Statistiche

### Statistiche di squadra
| Competizione     | Punti | In casa | In casa | In casa | In casa | In casa | In casa | In trasferta | In trasferta | In trasferta | In trasferta | In trasferta | In trasferta | Totale | Totale | Totale | Totale | Totale | Totale | DR  |
| Competizione     | Punti | G       | V       | N       | P       | Gf      | Gs      | G            | V            | N            | P            | Gf           | Gs           | G      | V      | N      | P      | Gf     | Gs     | DR  |
| ---------------- | ----- | ------- | ------- | ------- | ------- | ------- | ------- | ------------ | ------------ | ------------ | ------------ | ------------ | ------------ | ------ | ------ | ------ | ------ | ------ | ------ | --- |
| Promotion League | 20    | 9       | 5       | 0       | 4       | 11      | 15      | 8            | 1            | 2            | 5            | 12           | 24           | 17     | 6      | 2      | 9      | 23     | 39     | -16 |
| Totale           | 20    | 9       | 5       | 0       | 4       | 11      | 15      | 8            | 1            | 2            | 5            | 12           | 24           | 17     | 6      | 2      | 9      | 23     | 39     | -16 |

### Andamento in campionato
| Giornata  | 1 | 2 | 3 | 4 | 5 | 6 | 7 | 8 | 9  | 10 | 11 | 12 | 13 | 14 | 15 | 16 | 17 |
| --------- | - | - | - | - | - | - | - | - | -- | -- | -- | -- | -- | -- | -- | -- | -- |
| Luogo     | C | C | C | T | C | C | T | C | T  | C  | T  | C  | T  | C  | T  | T  | T  |
| Risultato | V | P | V | P | V | V | P | P | P  | P  | N  | V  | V  | P  | P  | N  | P  |
| Posizione | 3 | 7 | 4 | 8 | 4 | 2 | 4 | 8 | 10 | 10 | 10 | 10 | 7  | 9  | 10 | 10 | 11 |

Legenda:

Luogo: C = Casa; T = Trasferta. Risultato: V = Vittoria; N = Pareggio; P = Sconfitta.

### Statistiche dei giocatori
| L. Adjei          | 6  | 0 | 1 | 0 |
| I. Andrejevic     | 15 | 1 | 0 | 0 |
| H. Arfaoui        | 10 | 1 | 1 | 0 |
| A. Bahlouli       | 0  | 0 | 0 | 0 |
| D. Budakova       | 14 | 4 | 0 | 0 |
| J. Bühler         | 10 | 2 | 1 | 0 |
| A. Cani           | 0  | 0 | 0 | 0 |
| I. Carrasco       | 10 | 0 | 3 | 0 |
| B. Dalipi         | 0  | 0 | 0 | 0 |
| E. Dzeljadini     | 0  | 0 | 0 | 0 |
| F. Gerber         | 14 | 2 | 1 | 0 |
| I. Harambasic     | 16 | 2 | 3 | 0 |
| S. Jovanovic      | 0  | 0 | 0 | 0 |
| M. Kasaï          | 17 | 5 | 1 | 0 |
| F. Lokaj          | 10 | 0 | 2 | 0 |
| Y. Mejdi          | 11 | 1 | 3 | 0 |
| E. Melo           | 15 | 1 | 2 | 0 |
| M. Müller         | 0  | 0 | 0 | 0 |
| S. Naïli          | 16 | 0 | 6 | 0 |
| J. Neuenschwander | 17 | 0 | 0 | 0 |
| M. Portillo       | 8  | 0 | 2 | 0 |
| C. Rizzo          | 7  | 0 | 0 | 0 |
| R. Sablatnig      | 13 | 1 | 3 | 0 |
| L. Sadiki         | 0  | 0 | 0 | 0 |
| G. Savioni        | 0  | 0 | 0 | 0 |
| C. Schindler      | 0  | 0 | 0 | 0 |
| M. Stauffiger     | 17 | 1 | 2 | 0 |
| S. Taveira        | 0  | 0 | 0 | 0 |
| C. Trachsel       | 2  | 0 | 1 | 0 |
| R. Wildhaber      | 3  | 0 | 0 | 0 |
| D. Wyder          | 14 | 2 | 0 | 0 |
| L. Wyss           | 6  | 0 | 2 | 0 |
| D. Zunic          | 0  | 0 | 0 | 0 |